# Падаће ћуфте 2
Падаће ћуфте 2 (енгл. Cloudy with a Chance of Meatballs 2) амерички је рачунарски-анимирани хумористична фантастика филм продуцирао Columbia Pictures-а и Sony Pictures Animation-а, анимирао Sony Pictures Imageworks-а, а дистрибуирао Sony Pictures Releasing-а. наставак филма Падаће ћуфте из 2009. године, филм су режирали Коди Камерон и Крис Пирн са Фил Лорд и Кристофер Милер који се враћају као извршни продуценти. Бил Хејдер, Ана Фарис, Вил Форте, Џемс Кан, Енди Самберг, Бенџамин Брет и Нил Патрик Харис понављају своје улоге из првог филма, док Вил Форте, који је дао глас Џозефу Тауну у првом филму, гласи Честеру В у овом филму. Нови чланови глумачке екипе укључују Кристен Шаал као Честеровог помоћника орангутана, Барб и Тери Цревс као Еарл Девереаука, који ће заменити Мр. Т. Радња филма се фокусира на Флинт Лоцквоод и његове пријатеље који се враћају у Сваллов Фаллс да спасу свет након што се наводно уништени FLDSMDFR поново активира, овог пута стварајући разумна створења за храну.
Филм Падаће ћуфте 2 продуциран је као дебитантски филм Sony Pictures Animation-а и издат је у биоскопима 27. септембра 2013. године, дистрибутера Columbia Pictures-а. Филм је биоскопски издат 24. октобра 2013. године у Србији, дистрибутера Tuck Vision-а.

## Радња
Падаће ћуфте 2 настављају тамо где је претходна Сонијева анимирана комедија стала. Генијалност проналажења Флинта Локвуда коначно је призната, када је позван од стране његовог идола Честера да се придружи компанији, где најбољи и најпаметнији иноватори на свету стварају нове технологије за бољитак човечанства. Честерова десна рука и један од његових највећих изума је Барб, високо развијени орангутан са људским мозгом, који је лукав, манипулативан и воли да носи кармин. Флинтов сан је увек био да он буде признати изумитељ, али све се мења када открије да његова озлоглашена машина, која претвара воду у храну, још увек ради.

## Гласовне улоге
| Улога                   | Оригинални глас  |
| ----------------------- | ---------------- |
| Флинт Локвуд            | Бил Хејдер       |
| Сем Спаркс              | Ана Фарис        |
| Честер В: Флинт         | Вил Форте        |
| "Кокошка" Брент Мекхејл | Енди Самберг     |
| Стив                    | Нил Патрик Харис |
| Мени                    | Бенџамин Брет    |
| Ерл Деверо              | Тери Цревс       |
| Барб                    | Кристен Шаал     |
| Тим Лоцквоод            | Џејмс Кана       |
| Бери јагоде и краставци | Коди Камерон     |
| Кал Деверо              | Хамани Грифин    |
| Патрик Патриксон        | Ал Рокер         |